# Missionsgesellschaft vom hl. Joseph von Mill Hill

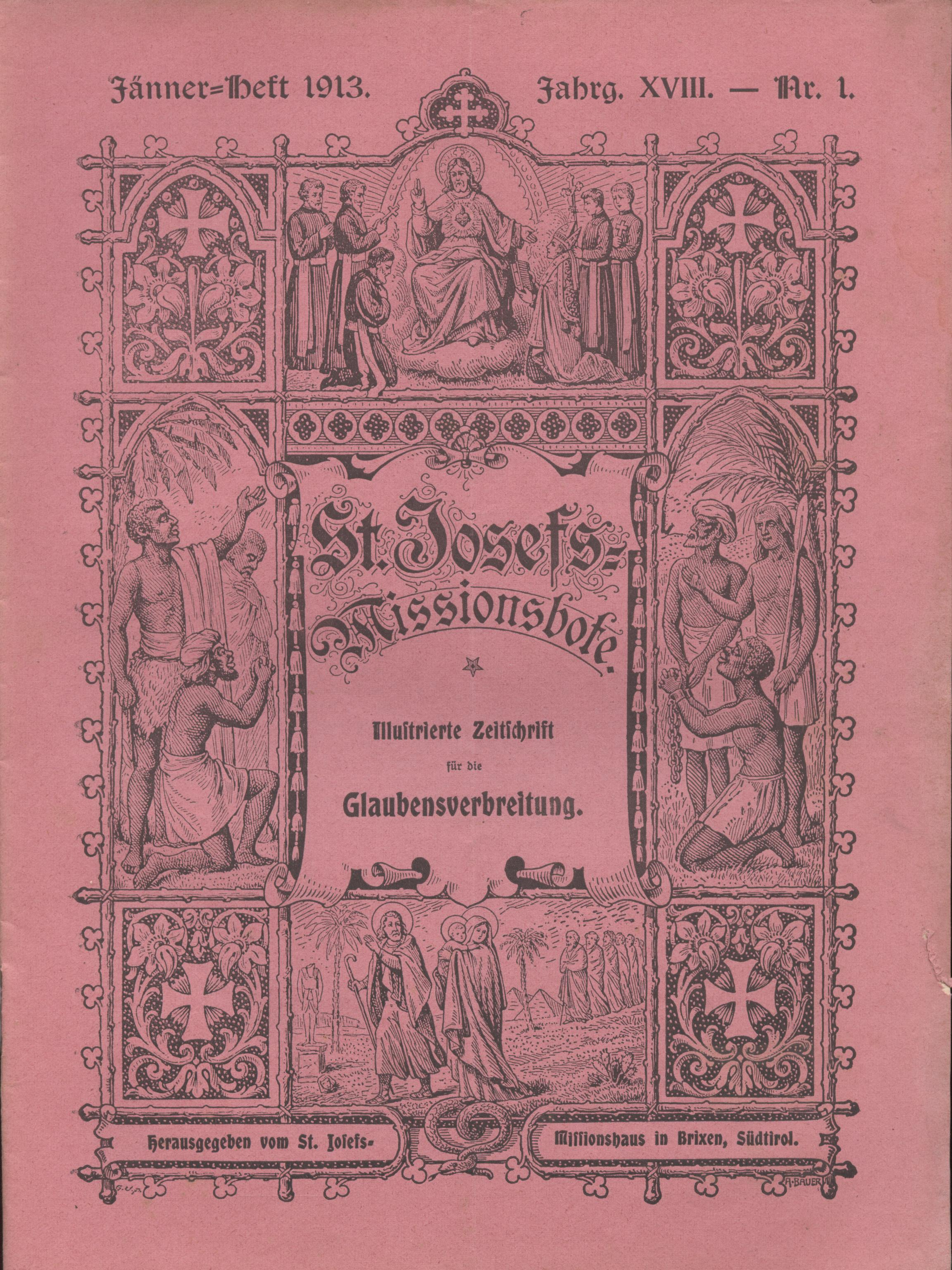
Das deutschsprachige Organ des Ordens, der St. Josephs-Missionsbote, 1913

Die Missionsgesellschaft vom hl. Joseph von Mill Hill (Ordenskürzel MHM, Mill-Hill-Missionare, lat.: Societas Missionarium Sancti Joseph de Mill Hill) ist eine internationale römisch-katholische Missionsgesellschaft von Priestern, Brüdern und Laien. Zurzeit gibt es etwa 500 Mitglieder in 30 Gemeinschaften, die in den Missionsgebieten mit den Ortskirchen in Afrika, Asien, Ozeanien und Südamerika vertreten sind. Ihr Wahlspruch lautet: Amare Et Servire, auf Deutsch: „Zu lieben und zu dienen“. 
Die deutschsprachige Hauptniederlassung des Ordens (in dem auch viele deutsche Missionare wirkten) war seit 1891 das Missionshaus in Brixen, Südtirol, das noch heute existiert. Die dort verausgabte, reich bebilderte Missionszeitschrift St. Josephs-Missionsbote wurde im gesamten deutschen Sprachraum gelesen.

## Geschichte

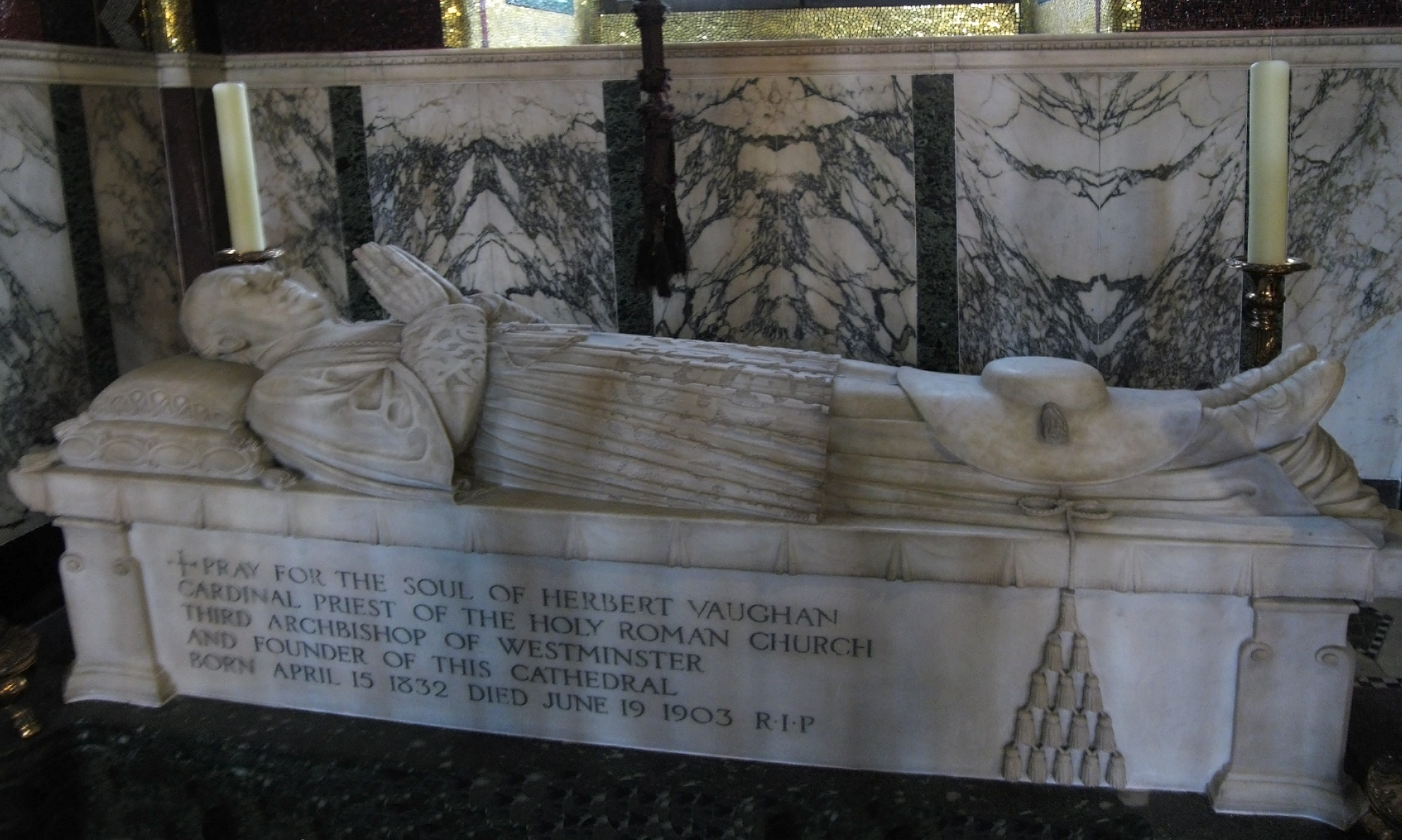
Grabstätte des Kardinals Herbert Vaughan

Die Missionsgesellschaft vom hl. Joseph von Mill Hill wurde am 19. März 1866 von Herbert Kardinal Vaughan (1832–1903), dem Erzbischof von Westminster (London) gegründet. Zur Aufgabe machte er die Seelsorge in den neuen afrikanischen Kolonien sowie die Missionierung und Evangelisierung, die Mill-Hill-Missionare waren somit die erste englische Missionsgesellschaft. Der Name entstammt dem Gründungsort Mill Hill, einem Vorort von London, und des dort befindlichen St. Joseph Colleges, dem jetzigen Mutterhaus der Ordensgemeinschaft. Die Mitglieder aus europäischen, asiatischen und afrikanischen Ländern leben und arbeiten in internationalen Gemeinschaften zusammen und charakterisieren somit die weltumspannende Missionsarbeit.

## Missionsarbeit
Die Mill-Hill-Missionare arbeiten mit den Ortskirchen in Afrika, Asien und den Kirchen in Ozeanien und Südamerikas zusammen. Neben den Häusern in Europa gibt es auch in Afrika und Asien Ausbildungsstätten und Priesterseminare für junge Missionare und Priesteramtskandidaten. Die früheren Missionskirchen sind in der Zwischenzeit zu Partnerkirchen mit eigener Verantwortung und Unabhängigkeit geworden. 
Die Missionare sind seit 1895 in Uganda aktiv und gründeten Pfarreien, Schulen, Krankenhäuser und Krankenstationen. Die Missionsarbeit im heutigen Kenia begann im Jahre 1903. Die Bischöfe des Bistums Ngong (Kenia) sind alle aus dieser Missionsgesellschaft hervorgegangen. 
In ihrer Missionsarbeit wurden die Mill-Hill-Missionare von den Karmeliten in der Schulung und Ausbildung, für die Arbeit in landwirtschaftlichen Betrieben, unterstützt. 
Französische Spiritaner übernahmen 1923 den Französisch sprechenden Teil Kameruns, die Mill-Hill-Missionare übernahmen den Englisch sprechenden Teil als Missionsgebiet.
Die im Sultanat Brunei tätigen Mill-Hill-Missionare wurde 1988 ausgewiesen, heute wirken vier katholische Priester in dem südostasiatischen Land.

## Die Situation
Das Generalkapitel  der Mill-Hill-Missionare fand im Jahr 2005, erstmals in der Geschichte des Ordens, in Kenia statt. Der wichtigste Tagesordnungspunkt war der Rückgang der Mitgliederzahlen in der Missionsgesellschaft und die Beratung über Lösungsmöglichkeiten. So wurde berichtet, dass das Durchschnittsalter der Mitglieder zwischen 65 und 70 Jahren angekommen sei und die Hälfte der Ordensmitglieder im Ruhestand sind. Diese Altersstruktur zeige auch erhebliche Personallücken bei der Nachbesetzung der verschiedenen Ämter auf und führe zu Überlegungen örtliche Veränderungen vorzunehmen. In einigen Ländern wird die Missionsgesellschaft jedoch auf jeden Fall ihr Engagement in der Berufungspastoral und bei der Ausbildung fortsetzen, hierzu gehören: Zentralafrika, Indien und Philippinen.
Zum neuen Generaloberen wählte die Versammlung 2006 Pater Antony Chantry aus England, der dem Franzosen Jac Hetsen nachfolgte. Das Amt des Generalrates übernahm Pater Brendan Mulhall (England) und zu Generalvikaren wurden Pater Michel Corcoran (Irland) und Bruder Joos Boorkamp (Niederlande) gewählt.